# Eric Tigerstedt

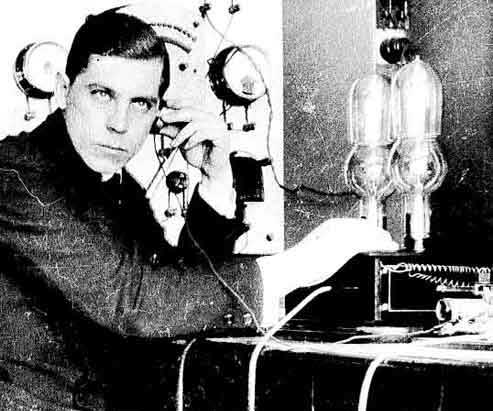
Eric Magnus Campbell Tigerstedt (1887–1925)

Eric Magnus Campbell Tigerstedt (* 14. August 1887  in Helsinki; † 20. April 1925 in New York) war einer der bedeutendsten Erfinder Finnlands zu Beginn des 20. Jahrhunderts und wird als „Thomas Edison Finnlands“ oder als „finnischer Tesla“ bezeichnet. Er stammte aus Helsinki, studierte in Deutschland, arbeitete in Dänemark und starb im Alter von 37 Jahren in den Vereinigten Staaten. Während seiner vom Pech verfolgten Karriere gelang es ihm, rund 70 neuartige elektrische Geräte und Verfahren zu entwickeln. Viele seiner Erfindungen zielten darauf ab, eine funktionierende und kommerziell nutzbare Tonfilmtechnik zu schaffen, darunter verschiedene Verstärker, Lautsprecher und Mikrofone. Tigerstedt sagte auch zukünftige Erfindungen wie das Fernsehen voraus und erfand ein Mobiltelefon, für das er 1917 erfolgreich ein Patent anmeldete.

## Leben
Tigerstedt wurde in einer schwedischsprachigen Adelsfamilie in Helsingfors (finnisch Helsinki) im damals noch zu Russland gehörenden Großherzogtum Finnland geboren. Schon früh zeigte er ein besonderes Interesse an technischen Dingen. Im Alter von 11 Jahren konstruierte er ein einfaches fotografisches Gerät; mit 13 Jahren soll er eine eigene Version eines Elektromotors mit elektrischen Batterien gebaut haben. Nach einem Zerwürfnis mit seinem Vater verließ er im Alter von 15 Jahren sein Elternhaus und verdiente seinen Lebensunterhalt als Handwerker und Techniker in mechanischen Werkstätten und Werften in Helsinki. Später arbeitete er als Techniker in der Telefonindustrie, die sich zu dieser Zeit in Finnland zu einem bedeutenden Wirtschaftszweig entwickelte.
1908 zog Tigerstedt nach Deutschland. Er machte sein Abitur und begann ein Studium der Elektrotechnik am Friedrichs-Polytechnikum in Köthen. Nachdem er sein Studium 1911 abgeschlossen hatte, zog er mit seiner Verlobten Marjatta Nybom, die er in Köthen kennengelernt hatte, zurück nach Finnland. Marjatta Nybom hatte in der Schweiz Violine studiert und lernte Tigerstedt durch ihren Bruder Albert Nybom kennen, der ebenfalls in Köthen studierte und ein Klassenkamerad von Tigerstedt war. Die Verlobung zwischen Tigerstedt und Marjatta Nybom wurde jedoch 1912 aufgelöst.

## Entwicklung des Klangfim-Verfahrens
Als neunjähriger Junge hatte Tigerstedt in Helsinki die Vorführung eines Films der Brüder Lumière gesehen. Dies soll ihn auf die Idee gebracht haben Stummfilme mit Ton zu versehen. Nachdem er in Berlin seinen ehemaligen Schulkameraden Alfred Nybom getroffen hatte, gelang es ihm, über dessen Verbindungen Zugang zu einem Forschungslabor und eine Anstellung als Erfinder zu erhalten. Der Film mit Ton wurde als vielversprechendes Geschäftsfeld betrachtet, es gab jedoch noch keine Technologie, um Tonsignale elektronisch ausreichend zu verstärken. 1913 gründete Tigerstedt mit dem schwedischen Kaufmann Axel Wahlstedt und dem schwedischen Ingenieur Hugo Swartling ein Unternehmen mit dem Ziel, Tonfilme zu entwickeln. Dies war das erste einer Reihe von erfolglosen Projekten. Obwohl Tigerstedt seine Arbeit mit der Tonfilmtechnik abschließen konnte, wurde das Labor zuerst wegen unbezahlter Miete beschlagnahmt und später durch einen Brand zerstört. Das Verhältnis zwischen Wahlstedt und Tigerstedt war angespannt, und im Januar 1914 lösten sie ihre Firma auf. Wahlstedt kehrte nach Schweden zurück, während Tigerstedt mehr oder weniger pleite in Berlin zurückblieb.
Tigerstedt arbeitete weiter an seiner Filmtontechnik und machte Fortschritte bei der Lösung eines wichtigen technischen Problems, nämlich der Frage, wie man den Filmton ausreichend verstärken kann, um einen großen Saal zu füllen. Zu diesem Zweck verbesserte er die von Lee de Forest entwickelte Vakuumröhre und steigerte deren Verstärkungskapazität erheblich. Im Februar/März 1914 demonstrierte Tigerstedt seine Filmtontechnik einer kleinen Gruppe von Wissenschaftlern anhand seines eigenen Films Wort und Bild. Noch im gleichen Jahr erhielt er das deutsche Patent mit der Nummer 309.536 für sein Klangfilm-Verfahren. De Forest entwickelte fünf Jahre später ein eigenes Tonfilmsystem, das er Phonofilm nannte und das einige der Konzepte von Tigerstedt, der Tri-Ergon-Gruppe und des Erfinders Theodore Case verwendete.

## 1914–1923
Im Juli 1914 wurde Tigerstedt von den deutschen Behörden vorgeladen. Der Erste Weltkrieg hatte begonnen, und Finnland war zu diesem Zeitpunkt Teil des russischen Reiches, nachdem es nach dem Krieg zwischen Schweden und Russland 1808–1809 an Russland abgetreten worden war. Tigerstedt wurde mitgeteilt, dass er zum unerwünschten russischen Staatsbürger erklärt worden sei, und er drei Tage Zeit hätte, das Land zu verlassen. In dem nächsten vier Jahren pendelte Tigerstedt zwischen Finnland, Schweden und Dänemark. 1917 gründete er in Dänemark ein weiteres Unternehmen, das aber verkauft wurde. Danach beteiligte er sich an der Gründung des norwegischen Unternehmens A/S Anod, an dem er 45 Prozent der Anteile hielt.
Im Februar 1918 brach der finnische Bürgerkrieg aus und als finnischer Staatsbürger wurde Tigerstedt zum Militär einberufen. Nach Kriegsende nahm er am 16. Mai 1918 an der Siegesparade teil, kehrte dann aber nach Dänemark zurück, wo er 1919 Ingrid Lignell heiratete. Ihr gemeinsamer Sohn Carl Axel Waldemar wurde 1921 geboren. Ihre Ehe begann sich jedoch bald zu verschlechtern, und sie trennten sich nicht lange nach der Geburt ihres Sohnes.
Während des Ersten Weltkriegs waren alle Patente Tigerstedts in Deutschland für ungültig. erklärt worden. Nach dem Krieg erhielt er zwar eine Entschädigung von der deutschen Regierung, diese wurde jedoch aufgrund der Hyperinflation in Deutschland zwischen 1921 und 1923 schnell wertlos. 1922 verlegte Tigerstedt deshalb sein Labor nach Finnland und gründete eine neue Firma namens Tigerstedts patenter, die jedoch ebenfalls scheiterte.

## Auswanderung in die USA und Tod
1923 zog Tigerstedt in die Vereinigten Staaten, wo er seine letzte Firma, die Tiger Manufacturing Co. gründete, um kleine Radioempfänger und kryptographische Geräte herzustellen. Die mexikanische Regierung kaufte zwei der kryptografischen Geräte, und auch die Radioempfänger verkauften sich relativ gut. Tigerstedt hatte Gelegenheit, sich mit dem amerikanischen Erfinder Thomas Alva Edison zu treffen, der ein Empfehlungsschreiben für Tigerstedt an den Direktor des Handelsministeriums schrieb.
Als es endlich so aussah, als stünde Tigerstedt kurz vor dem kommerziellen Erfolg, wurde er am 20. April 1924 in einen Autounfall verwickelt, als ein anderes Fahrzeug unerwartet vor Tigerstedts Wagen abbog. Genau ein Jahr später, am 20. April 1925, erlag er im New Yorker Fifth-Avenue-Hospital einer Tuberkuloseerkrankung, die möglicherweise auf die Folgen seiner Verletzungen durch den Autounfall zurückzuführen war.
Nach seinem Tod reiste sein Bruder nach Amerika und brachte seine Asche zur Beisetzung nach Helsinki. Er wurde auf dem Friedhof von Hietaniemi beigesetzt, der zur lutherischen Kirche Finnlands gehört.

## Erfindungen
Tigerstedt experimentierte auf vielen Gebieten. Er entwickelte eine neue Version der Schrotflinte, die mit den Daumen abgefeuert werden konnte und die Anzahl der abgegebenen Schüsse zählte. Leider war er ständig knapp bei Kasse und hatte nicht genug finanzielle Mittel, um ein Patent anzumelden.
Tigerstedts größtes Interesse galt dem Bereich der Tonaufzeichnung. Bereits 1912 hatte er einen Prototyp für die Tonaufzeichnung auf einem Metalldraht entwickelt und war davon überzeugt, dass er einen Weg finden könnte, den Ton direkt auf Kinofilm aufzuzeichnen. Er begann seine ersten Versuche in Helsinki mit einer sehr primitiven Ausrüstung. Der Satz, den er aufzunehmen versuchte, war auf Deutsch: „Grau ist alle Theorie. Grün ist nur des Lebens Baum“. Schließlich gelang es ihm, und er nannte seine Erfindung Photomagnetophon.
Tigerstedt erweiterte auch seine Vision der Videoübertragung in der Zukunft. Er schrieb: „Es wird eine Zeit kommen, in der die Menschen zu Hause sitzen und die Ereignisse in der Welt über ein Gerät verfolgen können, das ich jetzt das 'elektronische Auge' nenne. Wenn sich die Menschen an den Film mit Ton gewöhnt haben, werden sie bald das elektrische Auge oder Elektrophtalmoskop übernehmen“. Als sein Vater von seinen Gedanken erfuhr, versuchte er, ihn davon zu überzeugen, sich nicht von seiner Phantasie treiben zu lassen, „... sonst wirst du sicher im Irrenhaus von Lapinlahti enden.“
Tigerstedt setzte auch die Entwicklung des Elektrophtalmoskops fort. Der Prototyp bestand aus vibrierenden Spiegeln sowohl im Sende- als auch im Empfangsgerät und nutzte die fotoelektrischen Eigenschaften eines Selenelements am Sender und einer Lichtquelle am Empfänger, die mit Hilfe einer Faraday-Vorrichtung moduliert wurde. Das empfangene Bild sollte auf einer Filmleinwand angezeigt werden. Es wurden zwei Elektrophtalmoskope gebaut und ein Experiment mit einem elektrischen Kabel von London nach Berlin durchgeführt. Tigerstedt organisierte mehrere Vorführungen und erwarb sich den Ruf eines sachkundigen Wissenschaftlers.
Während seiner Zeit in Dänemark arbeitete Tigerstedt bei der Firma Petersen & Poulsen. Er befreundete sich mit dem dänischen Erfinder Valdemar Poulsen (1869–1942), der den magnetischen Stahldrahtrekorder Telegraphone erfunden hatte. Auch Tigerstedt hatte mit der Tonaufzeichnung auf einem Stahldraht experimentiert. Er versuchte, mit 30-kHz-Ultraschall Sprache über die jütländische Meerenge zu übertragen, aber die Ergebnisse waren nicht vielversprechend. Er experimentierte auch mit der Übertragung von Schall unter Wasser, was erfolgreicher war, und erhielt schließlich ein Patent für dieses Verfahren.
Ein Pilot schlug Tigerstedt vor, ein Gerät zu entwickeln, das die Kommunikation zwischen zwei hintereinander sitzenden Piloten in einem offenen Doppeldecker erleichtern sollte. Tigerstedt erfand ein Gerät mit einem sehr kleinen Ohrhörer, der in das Ohr gesteckt werden konnte. Dabei verwendete er viel Zeit für die Entwicklung des Ohrhörers. Das Gerät erwies sich auch für Schwerhörige als hilfreich, da es eine mögliche Alternative zu den großen Hörrohren darstellte, die damals als Hörgeräte verwendet wurden.
Darüber hinaus erfand er einen Vorläufer des Mobiltelefons, für das er 1917 ein Patent anmeldete. Das Patent wurde erteilt auf ein „Klapptelefon im Taschenformat mit einem sehr dünnen Kohlemikrofon Mikrofon“. Insgesamt erhielt Tigerstedt zwischen 1912 und 1924 71 Patente in mehreren Ländern.